# 625 Xenia
625 Xenia è un asteroide della fascia principale del diametro medio di circa 28,37 km. Scoperto nel 1907, presenta un'orbita caratterizzata da un semiasse maggiore pari a 2,6464430 UA e da un'eccentricità di 0,2257927, inclinata di 12,05644° rispetto all'eclittica.
L'origine del nome è sconosciuta.